# Neosuchia
De Neosuchia zijn een clade binnen de Mesoeucrocodylia die alle moderne bestaande krokodilachtigen en hun naaste fossiele verwanten omvat. Ze worden gedefinieerd als de meest omvattende clade die alle crocodylomorfen bevat die nauwer verwant zijn aan Crocodylus niloticus (de Nijlkrokodil) dan aan Notosuchus terrestris. De Neosuchia zijn zeer divers en oudere soortenlijsten van de groep kunnen in feite een polyfyletische verzameling aanduiden, aangezien de clade vele herzieningen heeft ondergaan sinds het voor het eerst werd benoemd in 1988 door Clark, als de 'Nieuwe Krokodillen'. Leden van Neosuchia delen over het algemeen een krokodilachtige lichaamsvorm die is aangepast aan het zoetwaterleven, in tegenstelling tot de aardse gewoonten van meer basale crocodylomorfe groepen. Er wordt gesuggereerd dat de vroegste neosuchiër de vroege Calsoyasuchus uit het Jura is, die leefde tijdens het Sinemurien en Pliensbachien, vaak geïdentificeerd als een lid van Goniopholididae, hoewel dit wordt betwist, en het taxon kan buiten Neosuchia liggen, wat het vroegste bekende fossiele voorkomen van de groep plaatst in het Midden-Jura.

## Kenmerken
Een tandinkeping tussen de bovenkaak en premaxilla is een basaal kenmerk van de Neosuchia, hoewel het verloren gaat in sommige meer afgeleide vormen, met name bij alligatoren.

## Classificatie
- Basale Neosuchia
  - Burkesuchus?
  - Deltasuchus
  - Khoratosuchus
  - Lisboasaurus
  - Paluxysuchus
  - Stolokrosuchus
  - Wahasuchus?
  - Familie Susisuchidae
  - Suborde Thalattosuchia
    - Pelagosaurus
    - Familie Teleosauridae
    - Superfamilie Metriorhynchoidea

  - Clade Coelognathosuchia
    - Familie Goniopholididae
    - Suborde Tethysuchia
      - ?Familie Elosuchidae
      - Familie Dyrosauridae
      - Familie Pholidosauridae

  - Familie Stomatosuchidae
  - Familie Bernissartiidae
  - Gilchristosuchus
  - Suborde Eusuchia